# Ґілберт і Салліван
Гілберт і Салліван — театральне співробітництво вікторіанської епохи митця Вільяма Гілберта (1836—1911) і композитора Артура Саллівана (1842—1900). У період з 1871 по 1896 рік вони створили чотирнадцять комічних опер, які часто згадуються як оперети, серед яких найбільш відомими є «Корабель Її Величності "Пінафор"», «Пірати Пензанс» і «Мікадо».
Гілберт створив химерні сюжети цих опер, в яких все «шкереберть» (англ. Topsy-turvy), де кожен абсурд доводиться до логічного кінця: феї обертаються в суспільстві британських лордів, флірт є злочином, гондольєри претендують на престол монарха, а пірати виявляються аристократами, що заблукали. Салліван, який був молодший за Гілберта на 6 років, зробив внесок своєю музикою, що легко запам'ятовується мелодіями, передає гумор і пафос.

## Початок
Гілберт почав писати в період, коли театр у Британії мав погану репутацію. У своєму інноваційному підході до драматургії він слідував за Томасом Вільямом Робертсоном, і вже в перших комічних операх, написаних для Томаса Германа Ріда, зміг зробити їх пристойною розвагою.
Салліван, який мав репутацію одного з найталановитіших англійських композиторів, був відомий як автор кількох великих музичних творів, в тому числі балету «Зачарований острів» (1864). У 1866 році він звернувся до жанру комічної опери, написавши «Cox and Box».
Гілберт і Салліван були офіційно представлені один одному композитором Фредеріком Клеєм в 1870 році, на репетиції другий постановки музичної вистави «Ages Ago» на музику Ф. Клея і лібрето У. Гілберта, за рік до першої спільної роботи.

## Історія співробітництва
У 1871 році композитор Салліван вступив до співпраці з драматургом, поетом і лібретистом Вільямом Гілбертом. Їх перша спільна опера «Феспіс» (партитура цієї опери зараз втрачена) розповідала про легендарного давньогрецького поета; в сюжеті брали участь міфологічні герої і олімпійські боги. Опера великого успіху не мала, і співпраця припинилася: Салліван повернувся до симфонічної музики, а Гілберт знову взявся за п'єси для драматичного театру.
Однак незабаром на їх шляху з'явився антрепренер, власник театру Савой Річард Д'Ойлі Карт, який знову звів Саллівана з Гілбертом і переконав їх написати ще одну комічну оперу — «Суд присяжних» — пародію на засідання англійського суду у справі про порушення шлюбної обіцянки. Ця опера, поставлена в театрі Савой в 1875 році, мала великий успіх. Для Саллівана цей успіх мав і сумний наслідок [11]: батько його нареченої Рейчел — багатий судновласник Річард Рассел — відмовив йому в руці своєї дочки, оскільки, як він пояснив, він хотів мати своїм зятем серйозного композитора, а не опереткового фігляра. Рейчел відмовилася вийти заміж проти волі батька, і композитор на все життя залишився холостяком, хоча про його любовні перемоги ходили легенди.
З опери «Суд присяжних» почалося 25-річне співдружність Гілберта і Саллівана, в результаті якого було написано чотирнадцять опер. До 1880 року опери «Корабель Її Величності "Пінафор"» і «Пензанскіе пірати» були популярні вже не тільки в Англії, але і в Америці. А в 1882 році Д'Ойлі Карт організував тур по США Оскара Вайльда — фактично для супроводу висміює його опери Гілберта і Саллівана «Пейшенс». Всі опери Гілберта і Саллівана були вперше поставлені в театрі Савой і тому отримали назву «Савойських опер».

## Парадоксальна дружба

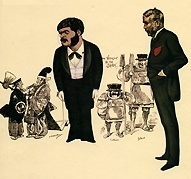
Гілберт і Салліван, карикатура із журналу «Vanity Fair» за 1881 р.

За свідченням сучасників, співдружність Гілберта і Саллівана мало дивне враження, настільки вони були різні. Гілберт був величезного зросту чоловік з шаленим темпераментом [15], який постійно з усіма сварився і судився зі своїми видавцями, літературними агентами і т. Д. Навпаки, Салліван — невисокий, крихкий, завжди витончено одягнений і вишукано ввічливий — був душею будь-якого товариства, кумиром жінок і загальним улюбленцем. Всі роки, що тривало їхнє співробітництво, Гілберт і Салліван постійно сварилися один з одним [15] (зазвичай з вини Гілберта). Найбільша сварка — через постановочних витрат на оперу «Гондольєри» (1889) — тривала майже три роки, але Д'Ойлі-Карт зумів їх знову звести і помирити, і після цього Гілберт і Салліван склали разом ще дві свої останні опери: «Утопія — з обмеженою відповідальністю» (1893) і «Великий герцог» (1896).
У 1900 році Салліван помер від хвороби легенів. Гілберт пережив його на одинадцять років і помер у віці 74 років від серцевого нападу, коли він кинувся в озеро рятувати жінку, яка тонула: він витягнув її на берег, але серце не витримало — у нього стався інфаркт, якого він не пережив.
Парадоксальною була ця співдружність, і парадоксом стала посмертна популярність Гілберта і Саллівана. Салліван бачив себе передусім автором величних симфоній, ораторій і великої опери «Айвенго» (1890) за романом Вальтера Скотта, з успіхом йшла в лондонському «Ковент-Гардені»; і він не бажав, щоб його ім'я пов'язували з оперетковій буфонадою. А Гілберт вважав себе перш за все серйозним драматургом і поетом (він написав і поставив на сцені ряд п'єс і випустив кілька збірок віршів), а зовсім не автором опереткових лібрето. Обидва вони не хотіли запам'ятатися нащадкам за своїми, як вони вважали, несерйозним, малозначним творів. Так що, з незрозумілої примхи щасливої долі вони завоювали посмертну славу всупереч своїй волі.

## Поширеність комічних опер
В англомовних країнах опери Гілберта і Саллівана надзвичайно популярні — цю популярність можна порівняти з популярністю Штрауса і Кальмана в Австрії або Оффенбаха у Франції. У Лондоні і провінційних театрах Англії практично завжди йде та чи інша опера Гілберта і Саллівана. Крім того, в Англії є трупа «Д'Ойлі-Карт» (по імені імпресаріо знаменитого дуету), яка ставить тільки ці опери. Опери цілком або уривки з них часто ставлять і самодіяльні театри Англії — наприклад, шкільні театри, або спеціальні самодіяльні колективи, що носять назву «Товариства Гілберта і Саллівана». Шанувальниками опер Гілберта і Саллівана були, наприклад, балетмейстер Сергій Дягілєв і композитор Ігор Стравінський; Дягілєв навіть для власного задоволення перекладав пісні з опер на російську мову. Популярність Гілберта і Саллівана знайшла своє відображення навіть в художній літературі: так, в романі Дж. К. Джерома «Троє в човні» присутній епізод, в якому один з головних героїв намагається виконати на званому вечорі пісню з опери «Суд присяжних».
У 1999 році британський режисер Майк Лі зняв про Гілберта і Саллівана художній фільм «Гармидер», який отримав велику кількість нагород і номінацій на різних фестивалях.